# Trochosa bukobae
Trochosa bukobae este o specie de păianjeni din genul Trochosa, familia Lycosidae. A fost descrisă pentru prima dată de Strand, 1916. Conform Catalogue of Life specia Trochosa bukobae nu are subspecii cunoscute.